# Analgezja
Analgezja, znieczulenie – zjawisko zniesienia czucia bólu; również znieczulenie w hipnozie. Dotyczy bólu powstałego wskutek działania czynników fizycznych (na przykład uderzenia) lub chemicznych (na przykład oparzenia kwasem).
W celu zniesienia czucia bólu stosowane są:
1. metody farmakologiczne:
  - niesteroidowe leki przeciwzapalne
  - opioidy
  - trójpierścieniowe leki przeciwdepresyjne
  - leki przeciwpadaczkowe
  - leki uspokajające
  - leki przeciwpsychotyczne
  - klonidyna
  - ketamina
  - blokady z użyciem środków znieczulających miejscowo
2. metody niefarmakologiczne:
  - neuroliza
  - przecięcie chirurgiczne
  - przezskórna stymulacja nerwów obwodowych
  - wibracja
  - zabiegi fizykalne: elektroterapia, termoterapia, masaż, gimnastyka lecznicza